# Canton, en eftermiddag
Canton, en eftermiddag er en dansk dokumentarfilm fra 1989, der er instrueret af Hans Møller og Eric Kress.

## Handling
Canton, en eftermiddag. 25 minutter i en kinesisk storby.